# بال‌برگشتگان
بال‌برگشتگان (نام علمی: Drepanidae) نام یک تیره از بالاخانواده بال‌برگشته‌واران است.